# Glyptogeraeus
Glyptogeraeus är ett släkte av skalbaggar. Glyptogeraeus ingår i familjen vivlar.
Kladogram enligt Catalogue of Life:
| Glyptogeraeus | \| \| Glyptogeraeus punctatissimus \| \| \| \| |
|               | \| \| Glyptogeraeus punctatissimus \| \| \| \| |
|               | Glyptogeraeus punctatissimus                   |
|               |                                                |